# Long Range Stand Off Weapon
O LRSO (Long Range Stand Off Weapon) é um míssil de cruzeiro nuclear lançado do ar (ALCM) em desenvolvimento que substituirá o AGM-86 ALCM. Em 24 de agosto de 2017, a Raytheon e a Lockheed Martin receberam contratos separados de US$ 900 milhões do Departamento de Defesa e da Força Aérea dos EUA e estão desenvolvendo suas próprias versões. Os contratos terminarão em 2022, quando o Departamento de Defesa selecionará um desenho para continuar os desenvolvimentos.
Para substituir o ALCM, a USAF planejava celebrar um contrato para o desenvolvimento da nova arma de longo alcance em 2015. Ao contrário do AGM-86, o LRSO será transportado em várias aeronaves, incluindo o B-52 e o Northrop Grumman B-21 . O programa LRSO é desenvolver uma arma que possa penetrar e sobreviver a sistemas de defesa aérea integrados e processar alvos estratégicos. É necessário que a arma atinja a capacidade operacional inicial (COI) antes da retirada de suas respectivas versões do ALCM, por volta de 2030.
Os contratos de desenvolvimento de tecnologia deveriam ser apresentados antes do final de 2012. Em março de 2014, um novo atraso de três anos no projeto foi anunciado pelo Departamento de Defesa, adiando a adjudicação do contrato até o ano fiscal de 2018. O Comitê de Serviços Armados da Câmara decidiu rejeitar esse atraso. O atraso foi causado por pressões financeiras e um plano de aquisição incerto,  permitido pela longa vida útil restante do AGM-86 e falta de necessidade urgente em comparação com outras áreas de defesa. As designações YAGM-180A e YAGM-181A foram alocadas a protótipos para o programa de armas de longo alcance.
A ogiva nuclear do míssil será a ogiva W80 mod 4.

## Usuários
- USA (planejado)